# San Andrés Huayapam
San Andrés Huayapam là một đô thị thuộc bang Oaxaca, México. Năm 2005, dân số của đô thị này là 4508 người.